# قصة السفير مورغنثاو
قصة السفير مورغنثاو (1918) هو عنوان المذكرات المنشورة لهنري مورغنثاو الأب، سفير الولايات المتحدة لدى الدولة العثمانية من عام 1913 إلى عام 1916، حتى يوم استقالته من المنصب. تم تخصيص الكتاب لرئيس الولايات المتحدة آنذاك وودرو ويلسون، واستغرق إكماله أكثر من عامين. كان الكاتب الشبح لهنري مورغنثاو هو بورتون جاي هندريك. ومع ذلك، فإن المقارنة مع الوثائق الرسمية التي قدمها مورغنثاو في دوره كسفير تظهر أن الكتاب كان يجب أن يُنظم ويُكتب على نطاق واسع من قبل مورغنثاو نفسه.
إن الكتاب هو مصدر أساسي فيما يتعلق بالإبادة الجماعية للأرمن والإبادة اليونانية خلال السنوات الأخيرة من حكومة الدولة العثمانية. لقد تعرض الكتاب، عند نشره، لانتقادات من قبل مؤرخين أمريكيين اثنين بارزين بشأن تغطيته لألمانيا في الأسابيع التي سبقت اندلاع الحرب.

## المحتويات
يروي مورغنثاو، سفير الولايات المتحدة السابق لدى الدولة العثمانية، تجربته مع العلاقات الألمانية العثمانية خلال الحرب العالمية الأولى. لقد أشار إلى جمعية الاتحاد والترقي على أنها «نظام الزعيم» داخل الدولة العثمانية، وشرح أن القيصرية الألمانية استفادت من التحالف مع العثمانيين. كما يوجز تفاصيل نفوذ ألمانيا في منع بيع السفن الحربية الأمريكية إلى اليونان، وخططها لأراضي جديدة، ومحطات فحم، والتعويضات، وإغلاق الدردنيل لفصل الإمبراطورية الروسية عن الحلفاء خلال الحرب العالمية الأولى. يحتوي الكتاب على معلومات حول إلغاء الدولة العثمانية للتنازلات.

### في الدفاع عن وان

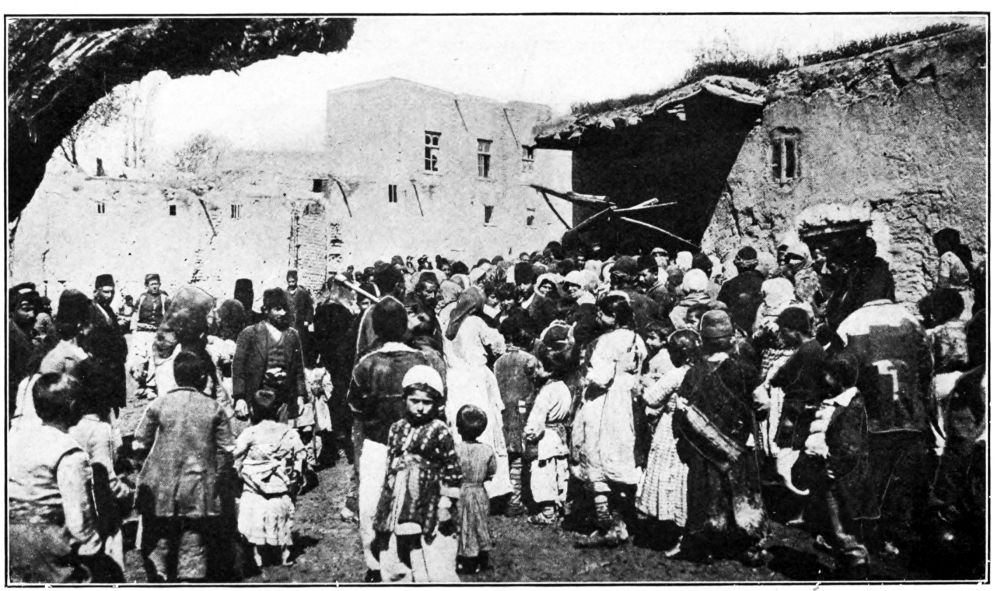
يتضمن الكتاب هذه الصورة للاجئين الأرمن في وان. كان لدى وان حكومة مؤقتة أرمينية أعطت الإغاثة للمعوزين.

تحدث مورغنثاو من المدن العثمانية حلب ووان. كما أورد شهادات مسؤولي القنصلية الذين برروا عمليات الترحيل على أنها ضرورية والذين أشاروا أيضًا إلى تواطؤ مزعوم من السكان الأرمن في وان مع القوات الروسية القادمة التي تجاوزت المدينة، وهي ذريعة استخدمت كمبرر لاضطهاد جميع العرقية الأرمينية.

في مذكراته، كتب مورغنثاو لاحقًا ما يلي:
كان إصدار السلطات التركية أوامر الترحيل هذه بمثابة إعطائها أمرًا بإعدام عرق بأكمله؛ لقد فهموا هذا جيدًا، وفي محادثاتهم معي، لم يقوموا بأي محاولة خاصة لإخفاء الحقيقة.

### مباحثات مع القادة العثمانيين

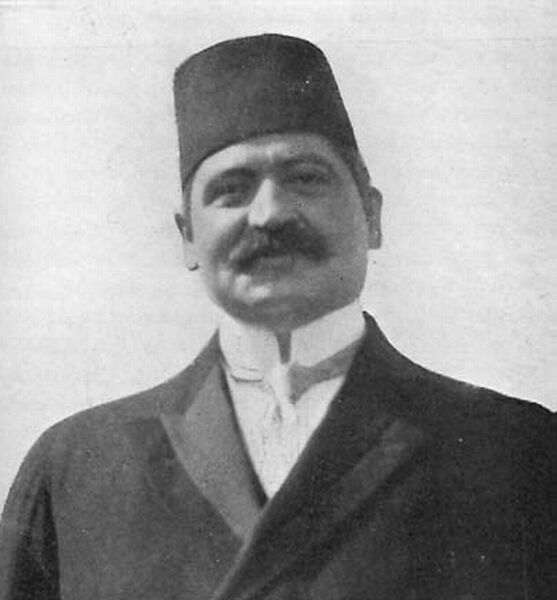
صورة لمحمد طلعت باشا كما وردت في مذكراته

استغرق الأمر بعض الوقت قبل أن تصل قصة الفظائع الأرمينية إلى السفارة الأمريكية بكل تفاصيلها. لقد أثار السفير مورغنثاو القضية بعدها شخصيًا مع طلعت باشا وأنور باشا. وعندما سأل مورغنثاو كلاهما عما إذا كانت المعلومات التي تصل السفارة موثوقة، اعتبراها مجرد مظهر من مظاهر الاضطرابات التي سادت داخل المحافظات الأرمنية لسنوات عديدة. وعندما جاءت التقارير القنصلية من وان وأورفة، رفضها كل من أنور وطلعت باشا ووصفاها بالمبالغة الجامحة.
طلب السفير من حكومة الولايات المتحدة التدخل، لكن الولايات المتحدة لم تكن من المشاركين في الحرب العالمية الأولى في ذلك الوقت ولكن كان بإمكانها فقط تقديم احتجاجات مكتوبة أو شفهية للسلطات العثمانية حيث لم تقم بذلك، وتُرك مورغنثاو دون نفوذ يتجاوز علاقته الشخصية مع من هم في السلطة. وعندما فشل ذلك أيضًا، لفت انتباه وسائل الإعلام الدولية إلى الإبادة الجماعية للأرمن المستمرة، ونظم جهود الإغاثة الخاصة وساعد في إنشاء اللجنة الأمريكية لإغاثة الأرمن والسوريين.

## الاستقبال
كان الدليل في الكتاب دامغًا لدرجة أن بعض منكري الإبادة الجماعية للأرمن حاولوا دحضها، رغم التحقق من الكثير من محتويات الكتاب بواسطة البرقيات الدبلوماسية وقد تم تأكيد وصول مورغنثاو إلى القادة العثمانيين من قبل مصادر أخرى.

## معرض الصور
تشمل الصور الموجودة في المذكرات ما يلي:

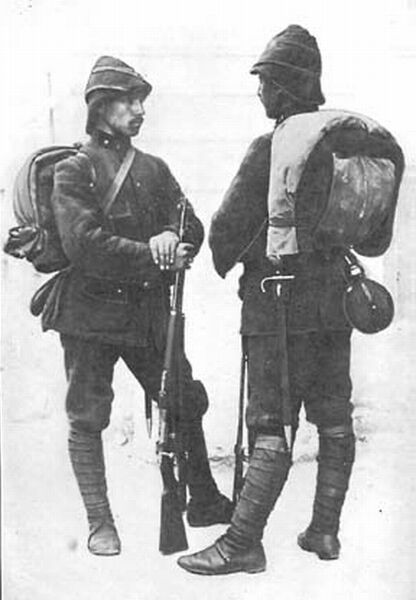
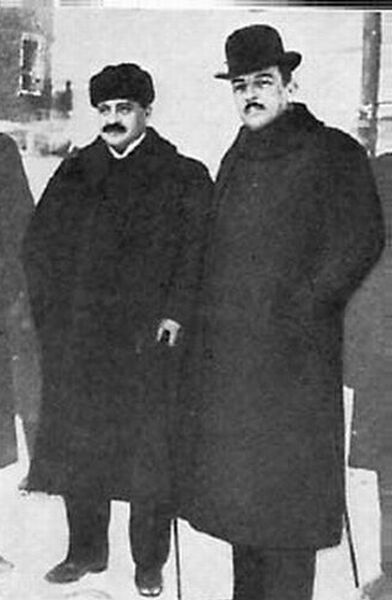
محمد طلعت باشا و ريتشارد فون كوهلمان
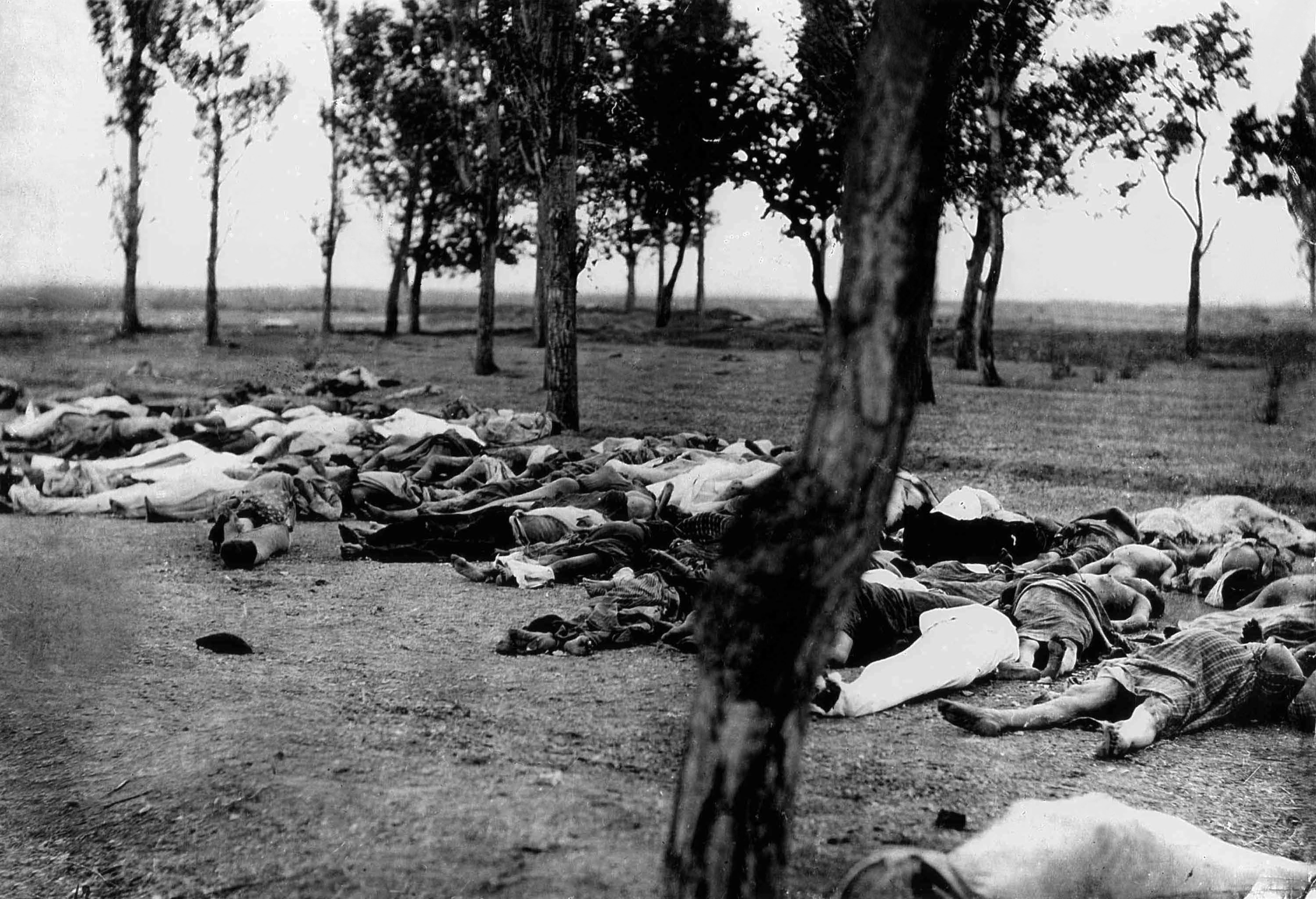
تعليق من الكتاب: "أولئك الذين سقطوا في الطريق. كانت مشاهد مثل هذه شائعة في جميع أنحاء المقاطعات الأرمنية، في فصلي الربيع والصيف من عام 1915. لقد دمر الموت بأشكاله المتعددة - مجزرة، تجويع، إرهاق - الجزء الأكبر من اللاجئين، وكانت السياسة التركية هي سياسة الإبادة تحت غطاء الترحيل"
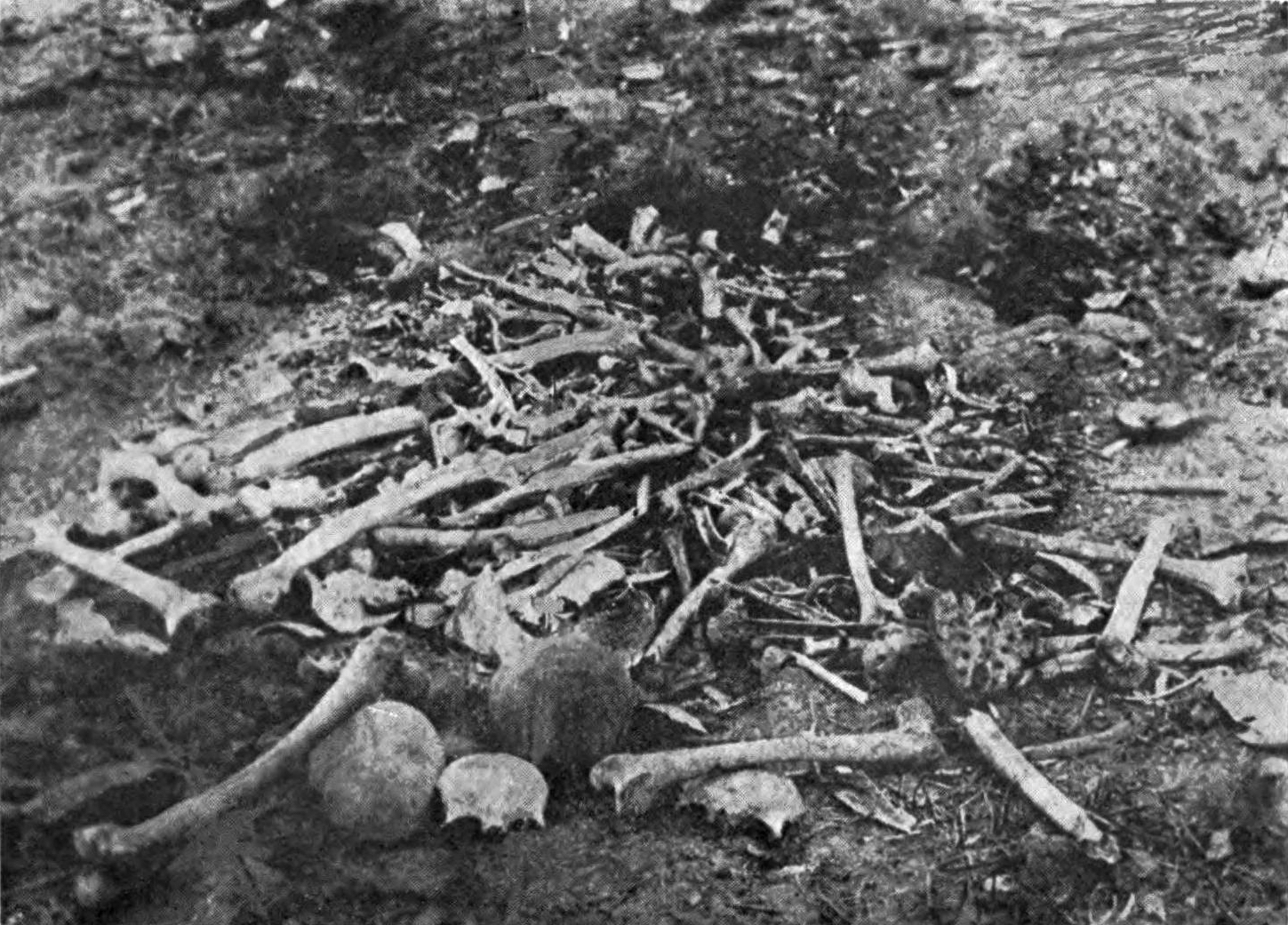
التسمية التوضيحية من الكتاب: أثر من المذابح الأرمينية في أرزنجان. تم العثور على هذه التذكارات في جميع أنحاء أرمينيا".
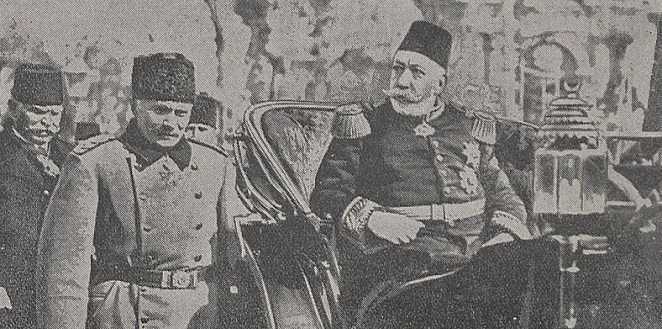
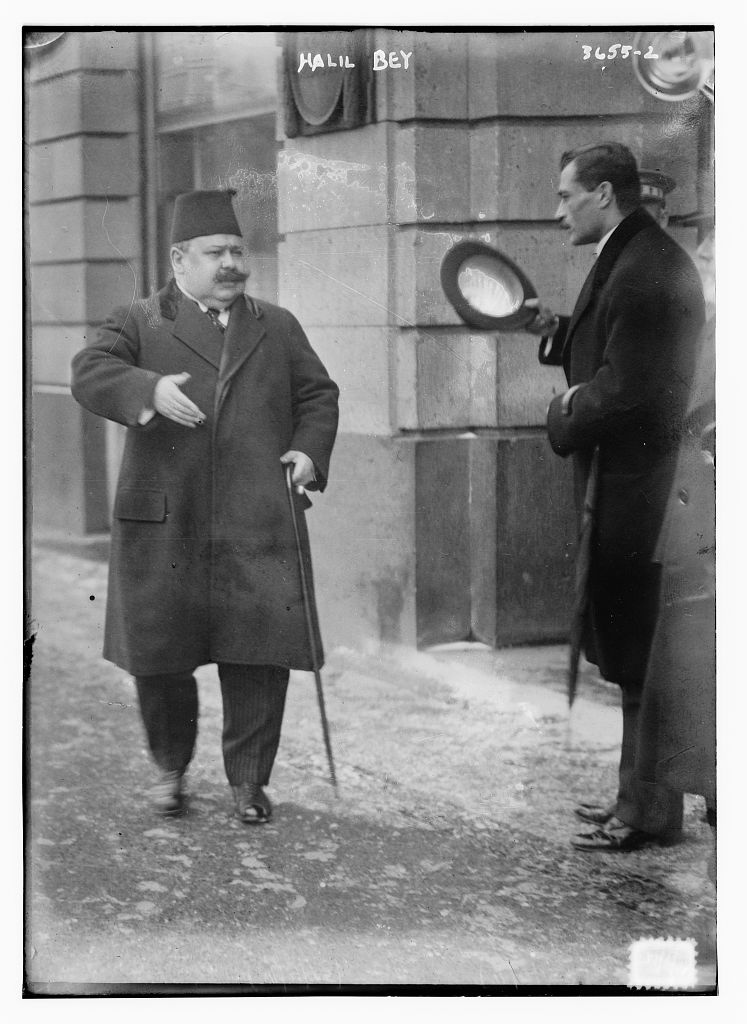

## روابط خارجية
- كتاب مجاني: Ambassador Morgenthau's Story على مشروع غوتنبرغ